# Haqqani-netwerk
Het Haqqani-netwerk (Arabisch: شبكة حقاني , shabakat haqani) is een militair netwerk dat opereert in Afghanistan en Pakistan. Het netwerk bestaat al sinds de jaren '80, maar recentelijk werkt ze zeer nauw samen met de Taliban tegen de regering van Afghanistan en de VS. Sinds 2012 wordt het netwerk door de VS als een terroristische organisatie gezien. Het Haqqani-netwerk is een van de belangrijkste tegenstanders van de VS in Afghanistan.

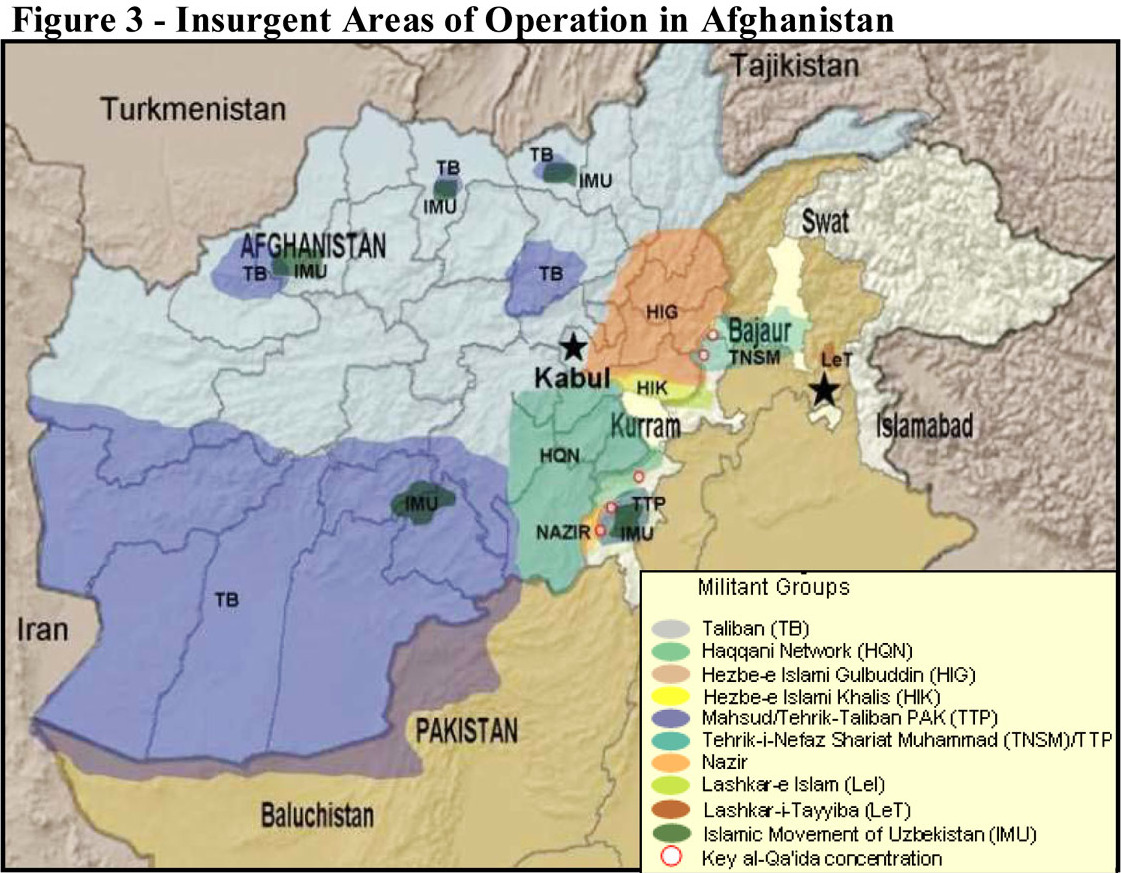
Haqqani-netwerk

## Naam
De naam van het netwerk komt van Darul Uloom Haqqania, een madrassa in Pakistan.

## Doelstellingen
De doelstellingen van de Haqqani-groep sluiten aan bij die van de Taliban en daardoor werken beide zeer nauw samen met elkaar. De Haqqani-groep wil net als de Taliban de sharia installeren in het Midden-Oosten. Ze willen dat het Westen zich terugtrekt uit het Midden-Oosten en zich niet langer bemoeit met de gang van zaken. Het netwerk is een van de meest actieve tegenstanders van de VS: ze plegen zowel aanslagen, aanvallen als ontvoeringen.

## Leden
- Jalaluddin Haqqani: de oprichter van het netwerk tijdens de oorlog met de Sovjet-Unie. Hij was opgeleid door Pakistan en vocht eerst in dienst van de VS. Na de oorlog in Afghanistan probeerden de VS hem aan hun kant te krijgen en wilden ze hem zelfs een ministerpost in de regering van Karzai geven.
- Sirajuddin Haqqani: hij is de zoon van Jalaluddin Haqqani en is de huidige leider van het netwerk. Hij is een van de meest gezochte terroristen ter wereld en op zijn hoofd staat een beloning van tien miljoen.[3]
- Aziz Haqqani: hij is de broer van Sirajuddin Haqqani en verantwoordelijk voor de logistiek. Daarnaast coördineert hij de aanvallen. De VS loont een beloning van vijf miljoen dollar uit voor hem.[4]
- Khalil al-Rahman Haqqani: hij is de neef van Sirajuddin Haqqani en zorgt voor de financiering van de organisatie.

## Activiteiten
De organisatie houdt zich vooral bezig met aanvallen tegen de troepen van de NAVO in Afghanistan. Ze voeren ook aanslagen uit tegen hoogwaardigheidsbekleders van de Afghaanse regering of tegen Amerikanen. Daarnaast voeren ze ook ontvoeringen uit om zo aan geld te komen. Daarnaast halen ze geld binnen via smokkel, 'belastingen' en donaties.

### Jaren 80
- Aanvallen tegen het Sovjet-leger met steun van Pakistan en de CIA

### 2008
- Aanslag op het Kabul Serena Hotel waarbij er zes doden vielen bij een zelfmoordaanslag[5]
- Mislukte aanslag op Hamid Karzai[6]

### 2010
- 18 doden en tientallen gewonden bij een zelfmoordaanslag in Kabul. De aanslag was gericht op een konvooi en een van de dodelijkste aanslagen op officieren

### 2011
- Aanval in Kabul op de Amerikaanse ambassade en het hoofdkwartier van de ISAF-vredesmacht. Tientallen zijn gedood en gewond[7]

### 2012
- Aanvallen van het netwerk op de hoofdstad waarbij er zeker 47 doden vallen[8]
- De leider in Afghanistan, Badruddin Haqqani, wordt gedood door een drone[9]

### 2014
- Bij aanvallen door het Pakistaanse en Amerikaanse leger vallen zeker 60 doden binnen het Haqqani-netwerk[10]
- Aanslag op de ambassade van India[11]